# Quando tutte le donne del mondo...
Quando tutte le donne del mondo… è una raccolta di interviste, articoli e brevi contributi di Simone de Beauvoir pubblicata nel 1979 in Francia da Editions Gallimard a cura di Claude Francis e Fernande Gontier. In Italia la pubblicazione avverrà solamente tre anni dopo, nel 1982, a opera di Giulio Einaudi Editore, nella collana Gli struzzi.

## Storia editoriale
Il titolo deriva da un breve articolo scritto da de Beauvoir per Le Nouvel Observateur in occasione della riunione a Bruxelles del Tribunale internazionale sui crimini contro le donne, nel marzo 1976.